# Stade Léo-Lagrange (Toulon)
Pour les articles homonymes, voir Stade Léo-Lagrange.
Le stade Léo-Lagrange est un complexe sportif de  Toulon dans le Var, situé à Fontpré, dans l'est de la ville.
Ce complexe à destination du sport amateur, accueille aujourd'hui plus de 90 000 scolaires et universitaires, une vingtaine de clubs et d'associations.
Le stade principal a une capacité de 2 800 places après sa dernière réhabilitation en 2013.

## Histoire
Inauguré en 1936, l'enceinte est baptisée à ses débuts le stade Font-Pré puis renommé stade Léo Lagrange en 1956, en mémoire de Léo Lagrange, ancien sous-secrétaire d'État aux sports et à l'organisation des loisirs dans le gouvernement Léon Blum en 1936 et tué au combat en juin 1940.
Appartenant à la commune de Toulon, la gestion du complexe sportif est transféré à l'agglomération Toulon Provence Méditerranée en 2003.
Dans les années 2000, les installations du stade Léo-Lagrange sont devenues vétustes pour la population qui fréquente l'enceinte sportive, la dernière réhabilitation de l'ensemble de la structure remontant à 1985.
En 2009, l'agglomération Toulon Provence Méditerranée lance un grand projet de réhabilitation 
Après environ quatre ans de travaux et un coût de 34,5 millions d’euros, le site rénové  rouvre avec une inauguration le 6 février 2013.
Le 20 septembre 2013, le complexe obtient le prix de bâtiment public de l'année dans la catégorie sport du  LEAF Award (en) , un prix international d'architecture.